# Iscotrizinol
Iscotrizinol (USAN) ist eine organisch-chemische Verbindung.

## Struktur
Das Molekül weist zwei Stereozentren auf, es existieren drei Stereoisomere:
- (R,R)-Form,
- (S,S)-Form und
- meso-Form.

## Eigenschaften und Verwendung
Iscotrizinol wird in Sonnenschutzmitteln verwendet, um UVB- und einen Teil der UVA-Strahlung zu absorbieren. Der beste Schutz liegt bei 310 nm vor. Es ist eines der photostabilsten chemischen Sonnenschutzmittel, das heute bekannt ist, da es 25 Stunden benötigt, um 10 % seiner Lichtschutzfähigkeit zu verlieren. Es wird als Uvasorb HEB von 3V Sigma vermarktet.

## Risikobewertung
Iscotrizinol wurde 2015 von der EU gemäß der Verordnung (EG) Nr. 1907/2006 (REACH) im Rahmen der Stoffbewertung in den fortlaufenden Aktionsplan der Gemeinschaft (CoRAP) aufgenommen. Hierbei werden die Auswirkungen des Stoffs auf die menschliche Gesundheit bzw. die Umwelt neu bewertet und ggf. Folgemaßnahmen eingeleitet. Ursächlich für die Aufnahme von Iscotrizinol waren die Besorgnisse bezüglich Umweltexposition und weit verbreiteter Verwendung sowie der Gefahren ausgehend von einer möglichen Zuordnung zur Gruppe der PBT/vPvB-Stoffe. Die Neubewertung fand ab 2015 statt und wurde von Deutschland durchgeführt. Anschließend wurde ein Abschlussbericht veröffentlicht.